# Daniel Tawéma
Daniel Tawéma, né le 31 décembre 1947, est un fonctionnaire et homme politique béninois.

## Biographie
Daniel Tawéma est un fonctionnaire, il devient, le 25 janvier 1979, directeur adjoint de cabinet de Mathieu Kérékou, président de la République. Il est promu directeur de cabinet le 7 juillet 1983 et le demeure jusqu'à sa nomination, le 5 août 1989, en tant que ministre des Affaires étrangères et de la Coopération. Il est ministre jusqu'au 14 mars 1990, date à laquelle il est remplacé par Théophile Nata,.
Il se présente aux élections législatives de 1991 et est élu député le 17 février. Il est membre fondateur du parti politique le Front d'action pour le renouveau et le développement (FARD-ALAFIA) créé en 1994 en prévision de l'élection présidentielle de 1996, que Mathieu Kérékou remportera. Daniel Tawéma est nommé chargé de mission et du suivi de l'exécution des décisions du conseil des ministres le 30 octobre 1996.
Le 15 mai 1998, il est de nouveau nommé ministre par Mathieu Kérékou et obtient cette fois le portefeuille de l'Intérieur,. Présenté sur la liste Union pour le Bénin du futur aux élections législatives de 2003, il remporte son siège à l'Assemblée nationale le 30 mars. Élu député, il démissionne de son poste de ministre le 19 mai mais le récupère dès le 12 juin suivant lorsque Mathieu Kérékou le rappelle au sein du gouvernement,.
En février 2004, il est élu secrétaire général du FARD-ALAFIA, succédant à Jérôme Sacca Kina Guézéré. Le 4 février 2005, il cède son poste de ministre de l'Intérieur à Seïdou Mama Sika. En décembre 2005, Daniel Tawéma est désigné comme candidat du FARD-ALAFIA pour l'élection présidentielle de mars 2006 mais n'obtient que 0,60 % des voix, se classant en 12e position.

## Distinctions et décorations
- Commandeur de l’ordre national du Bénin (2000)[14]
- Grand officier de l’ordre national du Bénin (2009)[15]